# Francoa
Francoa es un género de plantas de la familia de las francoáceas. Reciben el nombre en honor del médico stabense del siglo XVI Francisco Franco, catedrático en la Universidad de Sevilla donde cultivó y promovió la herboristería.

## Descripción
Son plantas herbáceas perennes, caracterizados por sus hojas alternas y pecioladas agrupadas en la base. Las láminas de las hojas son enteras o divididas. Las flores son hermafroditas y sus frutos son cápsulas con muchas semillas.
Son nativas de Chile. Francoa sonchifolia puede alcanzar hasta un metro de altura agrupadas en una roseta basal con hojas lobuladas de color verde oscuro. Las flores, pequeñas, se agrupan en densos racimos que son rosados con los tallos rojos, aparecen en verano y se marchitan rápidamente.

## Especies
- Francoa appendiculata A.Juss. ex Cav. - llaupanque de Chile[2]
- Francoa glabrata DC.
- Francoa ramosa D.Don
- Francoa sonchifolia Lodd.